# Amblyseius rangatensis
Amblyseius rangatensis är en spindeldjursart som beskrevs av Gupta 1977. Amblyseius rangatensis ingår i släktet Amblyseius och familjen Phytoseiidae. Inga underarter finns listade i Catalogue of Life.